# Vejvanov
Vejvanov település Csehországban, Rokycanyi járásban. Vejvanov Skomelno, Chomle, Drahoňův Újezd, Sebečice, Přívětice és Hlohovice településekkel határos. Lakosainak száma 249 fő (2024. január 1.).

## Népesség
A település lakosságának változását az alábbi diagram mutatja:
| Lakosok száma | 701  | 537  | 523  | 368  | 250  | 240  | 231  | 244  | 242  | 249  |
|               | 1869 | 1900 | 1921 | 1961 | 1980 | 2011 | 2016 | 2019 | 2021 | 2024 |